# Amari Bailey
Amari Bailey, född 17 februari 2004 i New Orleans i Louisiana, är en amerikansk professionell basketspelare (SG) som spelar för Brooklyn Nets i National Basketball Association (NBA). Han har tidigare spelat för Charlotte Hornets.
Bailey draftades av Charlotte Hornets i andra rundan i 2023 års draft som 41:a spelare totalt.
Innan han blev proffs studerade Bailey vid University of California, Los Angeles och spelade för universitetets idrottsförening UCLA Bruins.